# 圣普列斯特利古尔
圣普列斯特利古尔（法語：Saint-Priest-Ligoure，法語發音：[sɛ̃ pʁijɛ(st) liɡuʁ]）是法国新阿基坦大区上维埃纳省的一个市镇，属于利摩日区。

## 地理
圣普列斯特利古尔（45°39'5"N, 1°17'30"E）面积41.13 平方千米，位于法国新阿基坦大区上维埃纳省，该省份为法国中西部省份，北起顺时针与安德尔省、克勒兹省、科雷兹省、多爾多涅省、夏朗德省和维埃纳省接壤。
与圣普列斯特利古尔接壤的市镇（或旧市镇、城区）包括：雅纳亚克、谢尔维堡、库萨克博讷瓦勒、拉罗什拉贝耶、圣让利古尔、布勒伊河畔维克。

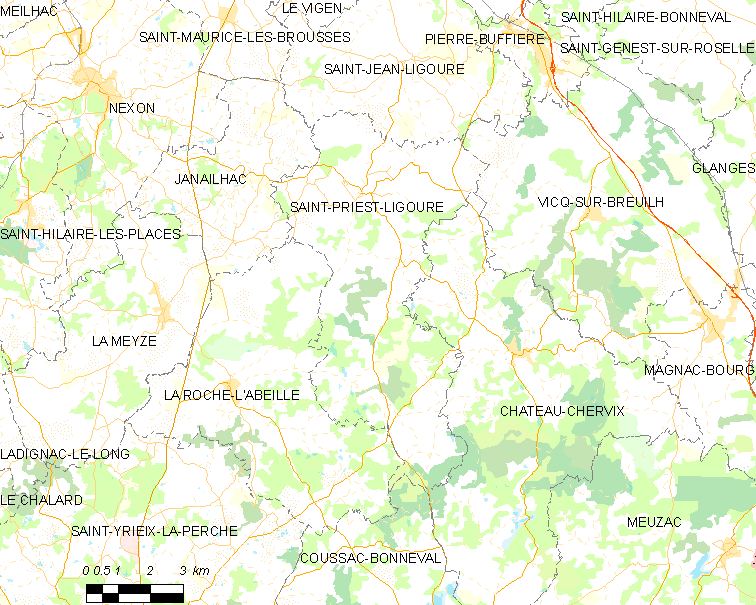
圣普列斯特利古尔的OSM定位图

圣普列斯特利古尔的时区为UTC+01:00、UTC+02:00（夏令时）。

## 行政
圣普列斯特利古尔的邮政编码为87800，INSEE市镇编码为87176。

## 政治
圣普列斯特利古尔所属的省级选区为埃穆捷县。

## 人口

1962-2008年间圣普列斯特利古尔人口变化图示

圣普列斯特利古尔于2022年1月1日时的人口数量为696人。